# Kazanlak (obchtina)
Kazanlak (bulgare : Казанлък) est une obchtina de l'oblast de Stara Zagora en Bulgarie.